# Адсорбція неспецифічна
Адсорбція неспецифічна (рос. неспецифическая адсорбция, англ. non-specific adsorption) — адсорбція йонів у випадку, коли вони утримуються в міжфазній області (міжфаззі) лише завдяки далекосяжним кулонівським взаємодіям (притяганню чи відштовхуванню). Вважається, що при цьому йони зберігають свою сольватну оболонку і тому, знаходячись найближче до поверхні поділу фаз, вони залишаються відділені від неї принаймні одним шаром молекул.